# Mikronesien
Mikronesien (officielt: Mikronesiens Fødererede Stater, Federated States of Micronesia) er en ø-stat, beliggende i Oceanien. 
Østaten ligger i det større område af Stillehavet, der ligeledes går under betegnelsen Mikronesien, som yderligere omfatter østaterne Guam, Kiribati, Marshalløerne, Nauru, Nordmarianerne og Palau.
Østaten Mikronesien omfatter størstedelen af øgruppen Carolinerne, som efter USAs erobring af øerne under 2. verdenskrig efterfølgende blev opdelt i Palau (den mindre vestlige del) samt østaten Mikronesien (den resterende og meget omfattende del). 
Østaten Mikronesien omfatter godt 600 øer opdelt i en række mindre øgrupper, som befinder sig i et ca. 2000 km langt øst-vestgående bælte der er op til omkring 400 km i nord-sydlig retning, der ligger umiddelbart nord og nordøst for New Guinea. Det samlede areal er blot 702 km², hvilket svarer til blot halvdelen af Færøerne og lidt mindre end Falster og Møn tilsammen. Hovedøen Pohnpei ligger ca. 3.250 km øst for Filippinerne og ca. 2 000 km nordøst for  Papua Ny Guinea. Pohnpeis geografiske koordinater er 6°51' N og 158°13' Ø.
Klimaet er tropisk, varmt og fugtig. Regntiden varer store dele af året med nedbør i alle årets måneder. Området er blandt de steder hvor der falder mest nedbør i verden.

## Historie
Øerne har været beboet af mennesker siden slutningen af det 3. årtusinde f.Kr.. Det antages, at der i den førkoloniale tid fra øen Yap har var et samfund der udviklede sig til et større statsvæsen i regionen. 
Portugieserne kom i det 16. århundrede som de første europæere til Mikronesien. Øerne blev opdaget af portugisiske opdagelsesrejsende i det 16. århundrede. Øerne blev senere opdaget af spanske opdagelsesrejsende og øerne kom under spansk herredømme. 1696 blev øerne taget i besiddelse af Spanien. Efter Den spansk-amerikanske krig solgte Spanien øerne 1899 til Tyskland. Det daværende Tyske Kejserrige gjorde øerne til en del af sin koloni Tysk Ny Guinea. Et oprør den 18. oktober 1910 på øen Ponape (Pohnpei) blev med vold slået ned af det tyske militær. Den 23. februar 1911 skød tyske soldater 15 øboere som straf for optøjerne. Gravstedet med de 15 henrettede er i nutiden et nationalt mindesmærke. 
Under den 1. verdenskrig blev øerne besat af Japan, som beholdt forvaltningsmandatet over øerne efter Versailles-freden i 1919.  Chuuk var da hovedsædet i den japanske Nan'yo Cho (Det Japanske stillehavsmandat). I juli 1921 flyttede forvaltningen til Koror. 
Under den 2. verdenskrig blev øerne brugt som fly og flådebase af Japan og USA erobrede området i 1944.
Fra 1947 til 1994 blev hele Carolinerne tilsynsområde under FN, USAs tilsynsområde i Stillehavet  (Trust Territory of the Pacific Islands).
Den 10. maj 1979 blev den autonome føderation Mikronesien oprettet med lokalt selvstyre og landet blev en selvstændig stat den 3. november 1986. 1991 blev øriget medlem af FN.

## Administrativ opdeling
Landet er opdelt i fire delstater:
| Flag          | Delstat                | Hovedstad | Landareal | Befolkning | Bef.tæthed |
| ------------- | ---------------------- | --------- | --------- | ---------- | ---------- |
| Yaps flag     | Yap                    | Colonia   | 118 km²   | 11.241     | 95 pr km²  |
| Chuuks flag   | Chuuk (tidl. Truk)     | Weno      | 127 km²   | 53.595     | 420 pr km² |
| Pohnpeis flag | Pohnpei (tidl. Ponape) | Kolonia   | 346 km²   | 34.486     | 100 pr km² |
| Kosraes flag  | Kosrae                 | Tofol     | 110 km²   | 7.686      | 70 pr km²  |

De enkelte delstater er hver opdelt i mindre administrative enheder, benævnt municipalities.